# Wilhelm Schellenberg (Germanist)

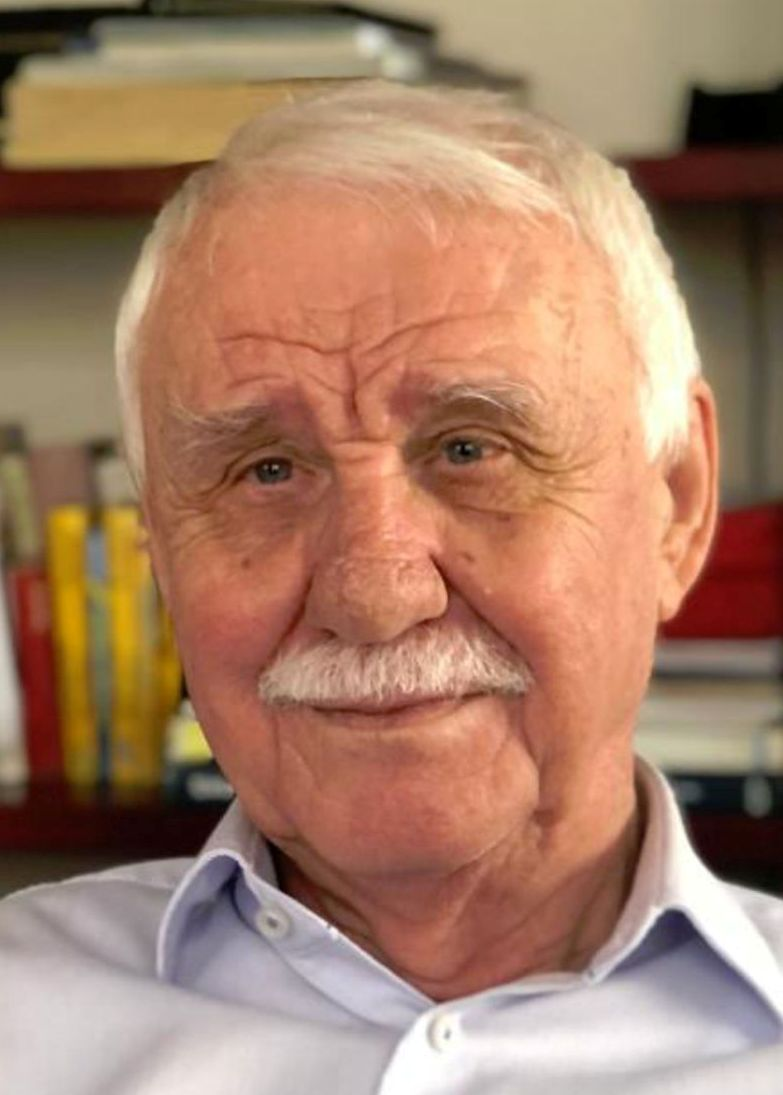
Wilhelm Schellenberg 2022

Wilhelm Schellenberg (* Juli 1944) ist ein deutscher Sprachwissenschafter und ehemaliger Hochschullehrer.

## Leben

### Ausbildung und Berufsleben
Nach seinem Studium wirkte Schellenberg ab 1969 als Dozent an der Pädagogischen Hochschule Erfurt. Mit einer Arbeit Zum Kommunikationsverfahren „Entlarven“. Verallgemeinerte inhaltliche Leistung, Struktur und funktional-kommunikative Merkmale sowie Möglichkeiten und Mittel ihrer sprachlichen Realisierung schloss er dort im Jahr 1980 seine Promotion A ab. 1988 erfolgte die Promotion B (1991 umgewandelt in Dr. habil.) zum Thema Linguistische Untersuchungen zur sprachlich-kommunikativen Tätigkeit des Lehrers im Kommunikationsereignis Unterrichtsstunde (KE/U) auf der Grundlage der funktional-kommunikativen Sprachbeschreibung (FKS). In beiden Fällen fungierte Thea Schippan (1930–1999) als Betreuerin.
Anschließend lehrte Schellenberg bis 2009 als außerplanmäßiger Professor am Lehrstuhl für Germanistische Sprachwissenschaft an seiner Alma Mater und der daraus hervorgegangenen Universität Erfurt. Seine Forschungsschwerpunkte lagen auf den Gebieten Sprachhandlungs- und Textlinguistik, Sprachstilistik sowie Medienkommunikation. Forschungsreisen und Lehraufträge als Gastwissenschaftler führten ihn während seiner Karriere an Universitäten und Hochschulen in Russland, Tschechien, Litauen, Ungarn, in den Vereinigten Staaten, im Vereinigten Königreich, in der Volksrepublik China, in Afghanistan sowie in Albanien. Nach seiner Albanien-Zeit als Dozent des Johann-Gottfried-Herder-Programms für Hochschullehrer im Ruhestand (2011/2012) folgten noch Lehraufträge zur Lexikologie und Textlinguistik an der Uni Erfurt bis ins Jahr 2018.

### Sonstiges
Schellenberg ist in Erfurt vielfältig politisch und gesellschaftlich engagiert. So amtierte er beispielsweise zwischen 1993 und 2010 als Vorsitzender des Erfurter Zweigvereines der Gesellschaft für deutsche Sprache (GfdS) und war während dieser Zeit satzungsgemäß Mitglied im Gesamtvorstand der Gesellschaft. Kurz nach dem Ende seiner Führungstätigkeit wurde er am 8. Mai 2010 auf der GfdS-Mitgliederversammlung abermals in den Gesamtvorstand gewählt – diesmal als „Person, die sich um die deutsche Sprache verdient gemacht hat“. Nach Wiederwahl 2016 wurde er 2022 für eine weitere Amtsperiode bis 2028 als Mitglied des Gesamtvorstandes bestätigt.
Er ist Mitglied der FDP und wurde Ende März 2003 auf der Kreismitgliederversammlung zu einem der Delegierten des Kreisverbandes Erfurt bei der Landesvertreterversammlung Ende November selben Jahres in Jena gewählt. Vom 26. August 2009 bis zum 13. Juni 2013 gehörte Schellenberg, berufen von der FDP-Fraktion, als „sachkundiger Bürger“ dem Bildungs- und Kulturausschuss des Erfurter Stadtrates an. Darüber hinaus war er zwischen Januar 2011 und Januar 2015 Beisitzer im Vorstand des FDP-Kreisverbandes Erfurt. Daneben war er ehrenamtlich in der Friedrich-Naumann-Stiftung tätig, bis 2009 als Vertrauensdozent der Stiftung an der Universität Erfurt und bis zum April 2019 als Mitglied des Auswahlausschusses für die Aufnahmen in das Stipendien-Programm der Begabtenförderung.

## Publikationen (Auswahl)

### Herausgeberschaft
- Wilhelm Schellenberg (Hrsg.): Untersuchungen zur Strategie der Sprachgestaltung ausgewählter Fachtextsorten aus Gegenwart und Neuzeit. In der Reihe: „Hamburger Arbeiten zur Fachsprachenforschung“, Band 2. Verlag Attikon, Tostedt, 1994, ISBN 978-3-927226-30-2.
- Brigitte Döring; Angelika Feine; Wilhelm Schellenberg (Hrsg.): Über Sprachhandeln im Spannungsfeld von Reflektieren und Benennen. In der Reihe: „Sprache – System und Tätigkeit“, Band 28. Peter-Lang-Verlagsgruppe, Frankfurt am Main / Bern, 1999, ISBN 978-3-631-33887-2.
- Ema Kristo; Mario de Matteis; Wilhelm Schellenberg (Hrsg.): Sprachendiversität und Interkulturalität. In der Reihe: „Albanische Universitätsstudien“, Band 10. Athena-Verlag, Oberhausen, 2013, ISBN 978-3-89896-498-2.
- Brikena Kadzadej; Mario de Matteis; Jenny Kraja-Prieser; Jürgen Röhling; Wilhelm Schellenberg (Hrsg.): Die Sprache im Bild – Das Bild in der Sprache. V. Jahreskonferenz des Südosteuropäischen Germanistenverbandes (SOEGV). Tirana, 16.–18. November 2012. In der Reihe: „Albanische Universitätsstudien“, Sonderband 2. Athena-Verlag, Oberhausen, 2013, ISBN 978-3-89896-556-9.
- Inge Pohl; Wilhelm Schellenberg (Hrsg.): Linguistische Untersuchungen jugendliterarischer Texte im Rahmen einer relationalen Stilistik. In der Reihe: „Sprache – System und Tätigkeit“, Band 65. Peter-Lang-Verlagsgruppe, Frankfurt am Main / Bern, 2015, ISBN 978-3-631-36879-4.

### Artikelauswahl
- Wilhelm Schellenberg: „Über Wortschatz und Assoziation. Zu einigen psychologischen Determinanten der Wortschatzuntersuchung.“ – In: WZ PH Erfurt/Gesellschafts- und sprachwissenschaftliche Reihe 13 (1976) Heft 2, S. 51 ff.
- Wilhelm Schellenberg: „Möglichkeiten der Arbeit mit der Glosse im Ausdrucksunterricht. Ein Diskussionsbeitrag zu Einsatzmöglichkeiten und Verwendungsweisen in Gestaltungsübungen zur Argumentation“. In: Deutschunterricht (1978) 11, S. 624 ff.
- Wilhelm Schellenberg: „Kompatibel – konvenabel – kongruent. Über semantische (Un-)Verträglichkeiten zwischen Wortschatzelementen im Spannungsfeld von Systembeschreibung und Textstiluntersuchung.“ – In: Inge Pohl (Hrsg.): Methodologische Aspekte der Semantikforschung. Reihe: „Sprache – System und Tätigkeit“, Band 22. Peter Lang, Frankfurt am Main 1997, S. 211 ff.
- Wilhelm Schellenberg: „Wir! – Wir Deutsche(n)! – Wir zusammen! Über Textverstehen und (Personal-) Deiktisches in öffentlicher Rede“. In: Inge Pohl/Jürgen Pohl: Texte über Texte – Interdisziplinäre Zugänge. Reihe: „Sprache – System und Tätigkeit“, Band 24, Peter Lang, Frankfurt am Main. 1998, 277 ff.
- Wilhelm Schellenberg: „Alexander von Humboldts Sprachumgang im Spannungsfeld zwischen meisterhafter literarischer Schilderung und szientifischem Zweck.“ – In: Germanistisches Jahrbuch Ostrava - Erfurt Nr. 6, 2000, S. 27 ff.
- Wilhelm Schellenberg: „…soviel Realitätsverlust, geistige Schwäche und Gehässigkeit – was für ein armseliger Wicht! – Über (Un-)Höflichkeit und Leserbrief-Gestaltung.“ – In: Inge Pohl/Horst Ehrhardt (Hrsg.): Schrifttexte im Kommunikationsbereich Alltag. Frankfurt/Main et al. Peter Lang, S. 147 ff.
- Wilhelm Schellenberg: „Dieses wohl folgenschwerste Attentat der Weltgeschichte löste den Ersten Weltkrieg aus… Sprachvermerke zu Attentat im Rückblick auf den Kriegsbeginn vor 100 Jahren.“ – In: Dituria. Zeitschrift für Germanistische Sprach- und Literaturwissenschaft, Heft 12/2018, Athena, Oberhausen, 121 ff.
- Wilhelm Schellenberg: „Design – Designer – Bauhaus-Design. Über ein Jahrhundertwort und seinen Platz in der wegweisenden Kunstakademie der Moderne.“ – In: (63) Der Sprachdienst 2/2019, 56 ff.

### Mitautor in Lehr-/Übungsbüchern und Enzyklopädien
- Wilhelm Schellenberg u. a. zu „Sprachkommunikation: Veranlassendes Sprachhandeln“ – In: Georg Michel (Hrsg.): Sprachliche Kommunikation. Einführung und Übungen. Leipzig, VEB Bibliographisches Institut 1986, ISBN 978-3-323-00005-6
- Wilhelm Schellenberg u. a. zu Wortbildung – Klassifikation/Nomination/sem. Relationen/Rolle Kommunikation – In: Thea Schippan/Günter Starke/Joachim Riehme (Hrsg.): Aufgaben und Texte zur deutschen Gegenwartssprache, Leipzig: VEB Bibliographisches Institut 1989, ISBN 3-323-00270-9
- Wilhelm Schellenberg u. a. zu Entlehnungen/Fachwortschatz/Eigennahmen – In: Inge Pohl/ Winfried Ulrich (Hrsg.): Wortschatzarbeit, Schneider Verlag, Hohengehren, 2011 (2. Aufl. 2014, 3. aktualisierte und erw. Aufl. 2022), ISBN 978-3-8340-0506-9